# Leibertingen
Leibertingen település Németországban, azon belül Baden-Württembergben. Lakosainak száma 2143 fő (2023. december 31.). Leibertingen Beuron és Sigmaringen községekkel határos.

## Népesség
A település népessége az elmúlt években az alábbi módon változott:
| Lakosok száma | 1863 | 2103 | 2118 | 2144 | 2169 | 2143 |
|               | 1975 | 2017 | 2019 | 2021 | 2022 | 2023 |